# Wilhelm Steckling
Mons. Heinz Wilhelm Steckling (Werl, Alemania; 23 de abril de 1947), cuyo nombre episcopal es Guillermo, es un obispo emérito de la diócesis de Ciudad del Este. Fue ordenado sacerdote el 20 de julio de 1974, incardinado a la Congregación de los Oblatos de María Inmaculada.
Fue Consultor de la Congregación para la Evangelización de los Pueblos y del Pontificio Consejo para el Diálogo Interreligioso. Antes de su nombramiento como obispo se desempeñaba como rector del Seminario Mayor de los misioneros Oblatos de María Inmaculada, en Asunción.
Desde 1998 hasta 2010 fue superior general de los Misioneros Oblatos, en Roma.
Fue ordenado obispo el 21 de diciembre de 2014, en la Catedral San Blas de Ciudad del Este.
| Predecesor: Mons. Rogelio Livieres | Obispo de la Diócesis de Ciudad del Este 2014-2024 | Sucesor: Mons. Pedro Collar |